# Possessed
Possessed är ett death metal-band från Bay Area i Kalifornien som bildades 1983.

## Historia
Efter att gruppen bildades 1983, tog de efter ett par år namnet Possessed från Venoms skiva med samma namn från 1985. Venom, tillsammans med Exodus, var även de främsta influenserna till deras musik och image. 1985 släppte sin debutskiva Seven Churches. Den innehåller spår som "The Exorcist", "Satan's Curse" och även den monumentala avslutningen "Death Metal" som gett namn åt en hel genre. Possessed har även släppt skivorna Beyond the Gates 1986 och The Eyes of Horror 1987. Efter den sistnämnda skivan upplöstes bandet och har sedan dess gjort en mindre lyckad återförening med endast Mike Torrao från den ursprungliga sättningen. Possessed återförenades igen 2007, då med Jeff Benjamin Becerra bakom micken, och killarna från Sadistic Intent.
Sångaren Becerra blev 1989 rånad och skjuten i ryggen två gånger när han var på väg hem från jobbet och blev förlamad från midjan. Är sen dess rullstolsbunden.

## Medlemmar
Nuvarande medlemmar
- Jeff Becerra (Jeff Benjamin Becerra Sr.) – sång (1983–1987, 2007– ), basgitarr (1983–1988) (ex-Side Effect, ex-Blizzard)
- Emilio Marquez – trummor (2007– ) (ex-Sadistic Intent, Asesino, Engrave, ex-Brainstorm, ex-Nokturnal Fear, Coffin Texts, ex-Brujeria)
- Daniel Gonzalez – gitarr (2011– )
- Robert Cardenas – basgitarr, bakgrundssång (2012– )
- Claudeous Creamer – gitarr (2016– )

Tidigare medlemmar
- Mike Sus – trummor (1983–1988) (ex-Desecration)
- Mike Torrao – gitarr (1983–1987, 1990–1993), sång (1990–1993) (ex-Infanticide, ex-Blitzkrieg, ex-Iconklast)
- Brian Montana – gitarr (1983–1984) (ex-Abnormal)
- Barry Fisk – sång (1983; död 1983)
- Larry Lalonde – gitarr (1984–1987) (ex-Blind Illusion, ex-Blizzard, ex-Corrupted Morals, ex-Primus, ex-Flying Cunts of Chaos)
- Bob Yost – basgitarr (1990–1992; död 2010) (ex-Desecration)
- Colin Carmichael – trummor (1990) (ex-Sanguinary)
- Chris Stolle – trummor (1990) (ex-Somnus, ex-Lethal Conception, ex-Diabolicus, ex-Dark Arena, ex-Vile, ex-Thanatopsis)
- Dave Couch – gitarr (1990) (ex-Thanatopsis, Mudslinger, exLethal Conception)
- Duane Connley	– gitarr (1990) (ex-Sanguinary)
- Walter Ryan (aka Monsta) – trummor (1991–1993) (ex-Burnt Offering)
- Mark Strassburg – gitarr (1991–1993) (ex-Indestroy)
- Paul Perry – basgitarr (1993) (ex-Fuled, ex-Insolence)
- Mike Hollman – gitarr (1993) (ex-Bizarro, ex-Pro-Pain)
- Bay Cortez – basgitarr (2007–2010) (Sadistic Intent, ex-Dethshit)
- Ernesto Bueno – gitarr (2007–2010) (Sadistic Intent)
- Rick Cortez – gitarr (2007–2010) (Sadistic Intent)
- Tony Campos – basgitarr (2011–2012)
- Kelly Mclauchlin – gitarr (2011–2013)
- Mike Pardi	– gitarr (2013–2016)

Turnerande medlemmar
- Mike Hollman – gitarr
- Mike Pardi – gitarr (2013)
- Nicholas Barker – trummor (2014)
- Claudeous Creamer – gitarr (2016– )

## Diskografi
Demo
- 1984 – Death Metal
- 1985 – Demo 1985
- 1991 – Demo 1991
- 1993 – Demo 1993

Studioalbum
- 1985 – Seven Churches
- 1986 – Beyond the Gates
- 2019 – Revelations of Oblivion

Livealbum
- 2004 – Agony in Paradise

EP
- 1987 – The Eyes of Horror
- 2006 – Ashes from Hell
- 2019 – Shadowcult

Singlar
- 2018 – "Abandoned"
- 2019 – "No More Room in Hell"
- 2019 – "Shadowcult"

Samlingsalbum
- 1988 – Beyond the Gates / The Eyes of Horror
- 1992 – Victims of Death
- 2011 – Reanimation (CD + DVD)
- 2012 – Vinyl Collection (3x12" vinyl box)
- 2015 – The Tape Collection (3xkassett box)
- 2016 – Demo-niC (3x12" vinyl + 3xkassett box)

Video
- 2007 – Possessed by Evil Hell

Annat
- 2003 – Resurrection (delad 10" vinyl med Side Effect)
- 2012 – The Martyr's Wake / Cowboys in Bondage (delad 12" vinyl med Desecration)
- 2018 – Gathered at the Altar of Blast (3x7" vinyl + kassett med Exodus / Immolation / Corrosion of Conformity / Kataklysm / Possessed / Municipal Waste)